# Троельжанское сельское поселение
Троельжанское се́льское поселе́ние — упразднённое муниципальное образование в Кунгурском районе Пермского края Российской Федерации.
Административный центр — село Троельга.

## История
Статус и границы сельского поселения установлены Законом Пермской области от 27 декабря 2004 года № 1987—436 «Об утверждении границ и о наделении статусом муниципальных образований Кунгурского района Пермской области»
Законом Пермского края от 9 декабря 2020 года упразднено 22 декабря 2020 года в связи с объединением Кунгура и Кунгурского муниципального района в Кунгурский муниципальный округ, все сельские поселения упразднены.

## Население
| 2010  | 2012  | 2013  | 2014  | 2015  | 2016  | 2017  |
| ----- | ----- | ----- | ----- | ----- | ----- | ----- |
| 2440  | ↗2467 | ↘2442 | ↘2425 | ↘2418 | ↘2394 | ↗2414 |
| 2018  | 2019  | 2020  | 2021  |       |       |       |
| ↘2405 | ↗2417 | ↗2431 | ↘2423 |       |       |       |

## Состав сельского поселения
| №  | Населённый пункт | Тип населённого пункта       | Население |
| -- | ---------------- | ---------------------------- | --------- |
| 1  | Банниково        | деревня                      | 8         |
| 2  | Барбаутово       | деревня                      | 2         |
| 3  | Богородск        | село                         | 7         |
| 4  | Бым              | село                         | 465       |
| 5  | Вачегино         | деревня                      | 339       |
| 6  | Верхний Шавляш   | деревня                      | 0         |
| 7  | Громотеево       | деревня                      | 1         |
| 8  | Ерши             | деревня                      | 201       |
| 9  | Заборское        | деревня                      | 143       |
| 10 | Кужлево          | деревня                      | 129       |
| 11 | Лагуново         | деревня                      | 19        |
| 12 | Мясниково        | деревня                      | 40        |
| 13 | Нивино           | деревня                      | 189       |
| 14 | Нижний Шавляш    | деревня                      | 0         |
| 15 | Полыгарец        | деревня                      | 11        |
| 16 | Рыбинка          | деревня                      | 7         |
| 17 | Сухорослово      | деревня                      | 22        |
| 18 | Троельга         | село, административный центр | 778       |
| 19 | Шумиловка        | деревня                      | 2         |
| 20 | Юмыш             | деревня                      | 60        |
| 21 | Юшковка          | деревня                      | 17        |

## Официальные символы
Официальными символами Троельжанского сельского поселения являются герб и флаг утверждённые 26 апреля 2011 года и внесённые в Государственный геральдический регистр Российской Федерации с присвоением регистрационных номеров 6937 и 6938 соответственно.
Флаг представляет собой: «Прямоугольное полотнище голубого цвета с отношением ширины к длине 2:3, несущее изображение композиции из герба поселения, выполненное в жёлтом и зелёном цветах».
Геральдическое описание герба гласит: «В лазоревом поле на зелёной земле золотой ларец с открытой крышкой, наполненный колосьями хлеба».
В 1736 году на речке Бымок заводчиком Акинфием Никитичем Демидовым был построен медеплавильный завод. Вместе с ним возник и рабочий посёлок, ныне село Бым. Троельга известна как деревня с 1782 года, как село — с 1832 года. Название дано по речке Тор-Елга (Троельга), на которой появилось селение. Слово «елга» в переводе с татарского языка означает «река», «Тор» — тюркское родовое имя.
Основная фигура герба и флага — жёлтый (золотой) ларец с хлебными колосьями — указывает на принадлежность поселения Кунгурскому району, на флаге которого рог изобилия, также наполненный золотыми колосьями; символизирует сельскохозяйственную направленность занятий населения, его зажиточность, достаток.
Голубой цвет (лазурь) — символ истины, чести и добродетели, чистого неба и водных просторов.
Зелёный цвет символизирует возрождение, жизнь, развитие, весну, поля, луга и леса.
Жёлтый цвет (золото) — символ высшей ценности, богатства, величия, прочности, силы и великодушия.